# Amphinemura latifollicula
Amphinemura latifollicula is een steenvlieg uit de familie beeksteenvliegen (Nemouridae). De wetenschappelijke naam van de soort is voor het eerst geldig gepubliceerd in 2007 door Du & Wang.